# Ephedra intermixta
Ephedra intermixta là một loài thực vật hạt trần trong họ Ephedraceae. Loài này được H.C.Cutler mô tả khoa học đầu tiên năm 1939.